# 1001 a tudományban
Az 1001. év a tudományban és a technikában.

## Események
- Megkoronázzák I. István magyar királyt, ezzel megteremtődik a később kialakuló államtudomány alapja.
- Elkezdik építeni a Liaodi pagodát Hopej tartományban. Az 1055-ben befejeződött építkezés révén a premodern Kína legmagasabb építménye születik meg.

## Születések
- Yin Shu (wd) kínai történész, politikus, író, konfuciánus tudós († 1046)